# Emberiza cirlus
Lo zigolo nero (Emberiza cirlus Linnaeus, 1766) è un uccello della famiglia degli Emberizidi.

## Descrizione
È un passeraceo di 15-17,2 cm di lunghezza, da 17 a 28 g di peso. Ala 7,5–8 cm; apertura alare 24–27 cm; coda 6,8-7,1 cm; tarso 19–20 mm; becco 11 mm. Il dorso è rosso ed il petto giallastro con una banda olivastra. La testa, striata di nero e giallo, è di colore bruno olivastro e presenta una macchia nera sulla gola. Il becco è robusto e leggermente incurvato. La ali, brunastre, sono robuste, permettendo così un volo rapido. La femmina è meno variopinta e ha il petto striato: assomiglia di più al maschio durante il periodo del corteggiamento, è bruno-giallastra striata. Lo zigolo nero assomiglia all'Emberiza citrinella, ma se ne distingue soprattutto per le macchie più scure sulla faccia, per il disegno del piumaggio sul petto e per il dorso olivastro e striato, in particolare il maschio adulto si distingue facilmente da quello dello Zigolo giallo per l'estesa colorazione nera della gola, delle guance e dei lati del capo, per il collare giallo-citrino e per la fascia grigio-verdastra sul torace. La faccia è gialla. Ha volo agile.

## Biologia
Si posa sugli alberi alti (per esempio gli olmi), sui cespugli e vive in piccoli gruppi.

### Riproduzione

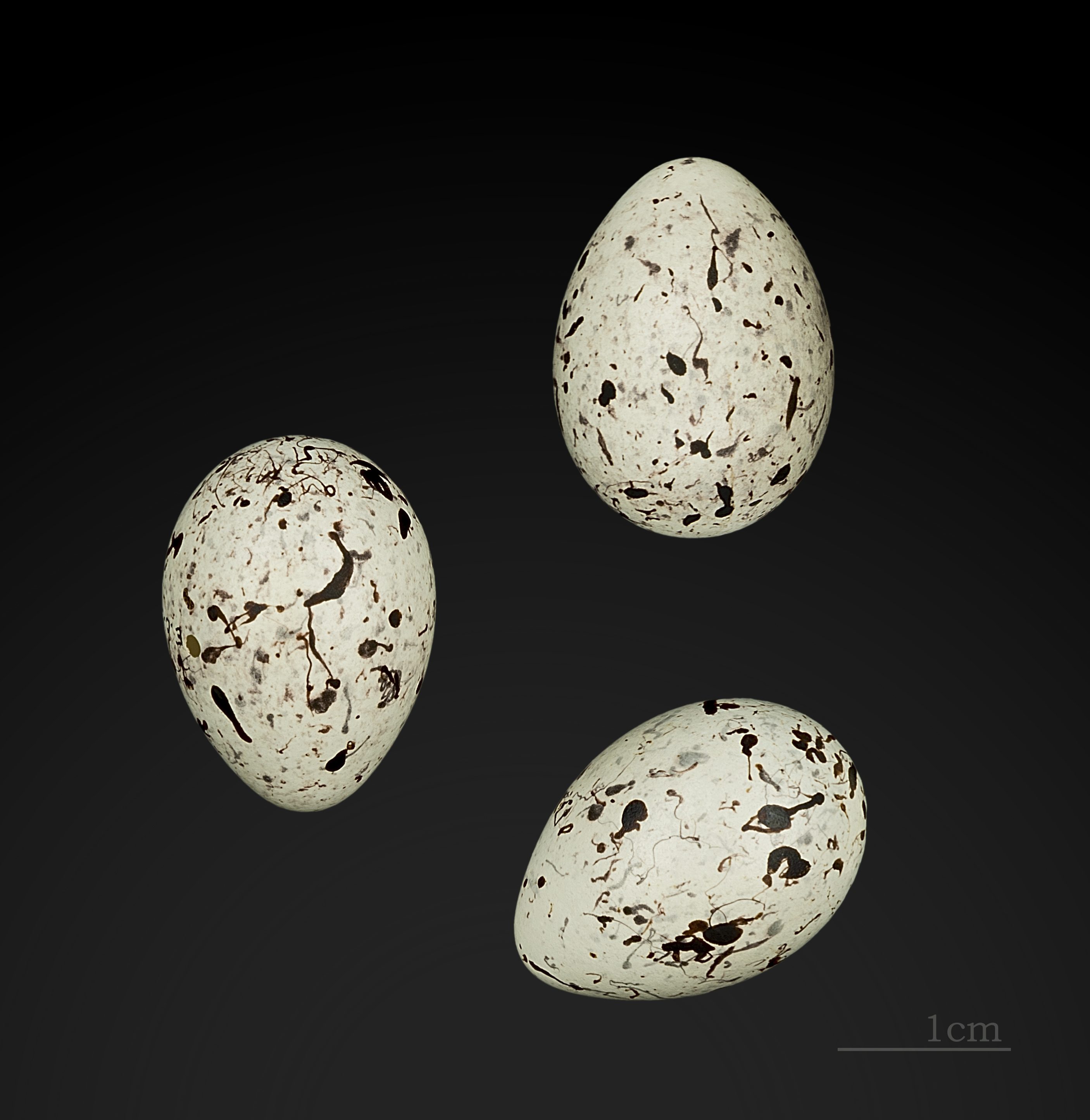
Emberiza cirlus

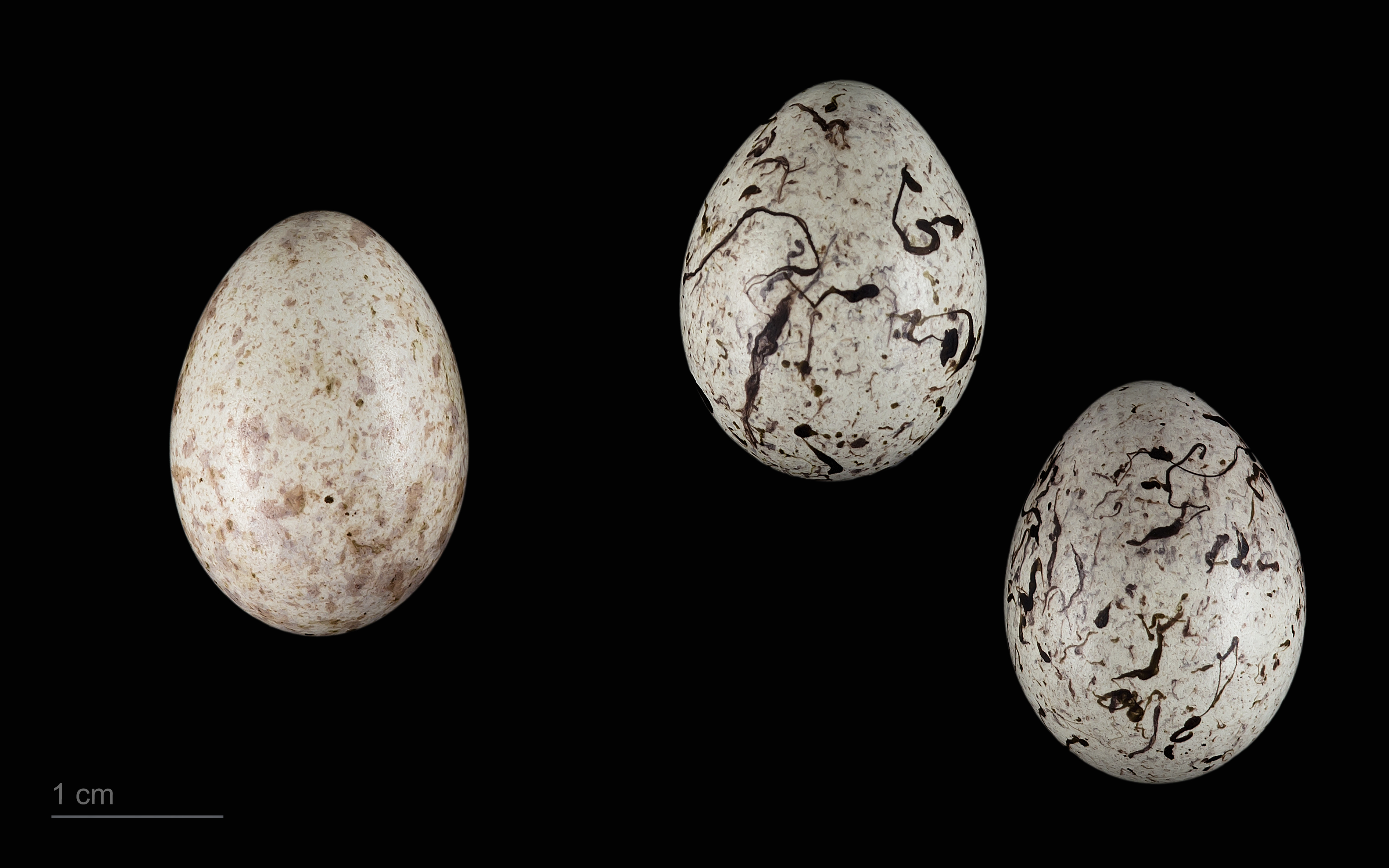
Cuculus canorus canorus + Emberiza cirlus

Uovo 21x16. Nidifica presso il suolo o sui cespugli od anche sugli alberi, ma in basso; il nido, approntato dalla femmina, è intrecciato di steli, con molto muschio. Le uova sono 4-5 per cova, bluastre o verdastre od ancora grigio-violacee, macchiate di nero.

### Alimentazione
Similmente alle altre specie del genere Emberiza lo zigolo nero è granivoro a tendenza onnivora. Si nutre di semi, insetti e larve.

## Distribuzione e habitat
È diffuso in gran parte dei paesi dell'Europa meridionale (Portogallo, Spagna, Francia, Italia, Balcani, Grecia, Bulgaria) in Turchia e nel Maghreb. I suoi habitat sono gli spazi antropizzati di media montagna. Lo zigolo nero frequenta boschetti, campi con margini alberati e pascoli cespugliosi.

## Conservazione
Assai più raro di un tempo, in Italia è stazionario e nidificante negli ambienti idonei, anche di passo e svernante nel meridione. Risente pure del disboscamento e del bracconaggio.